# Palazzo Bellini delle Stelle

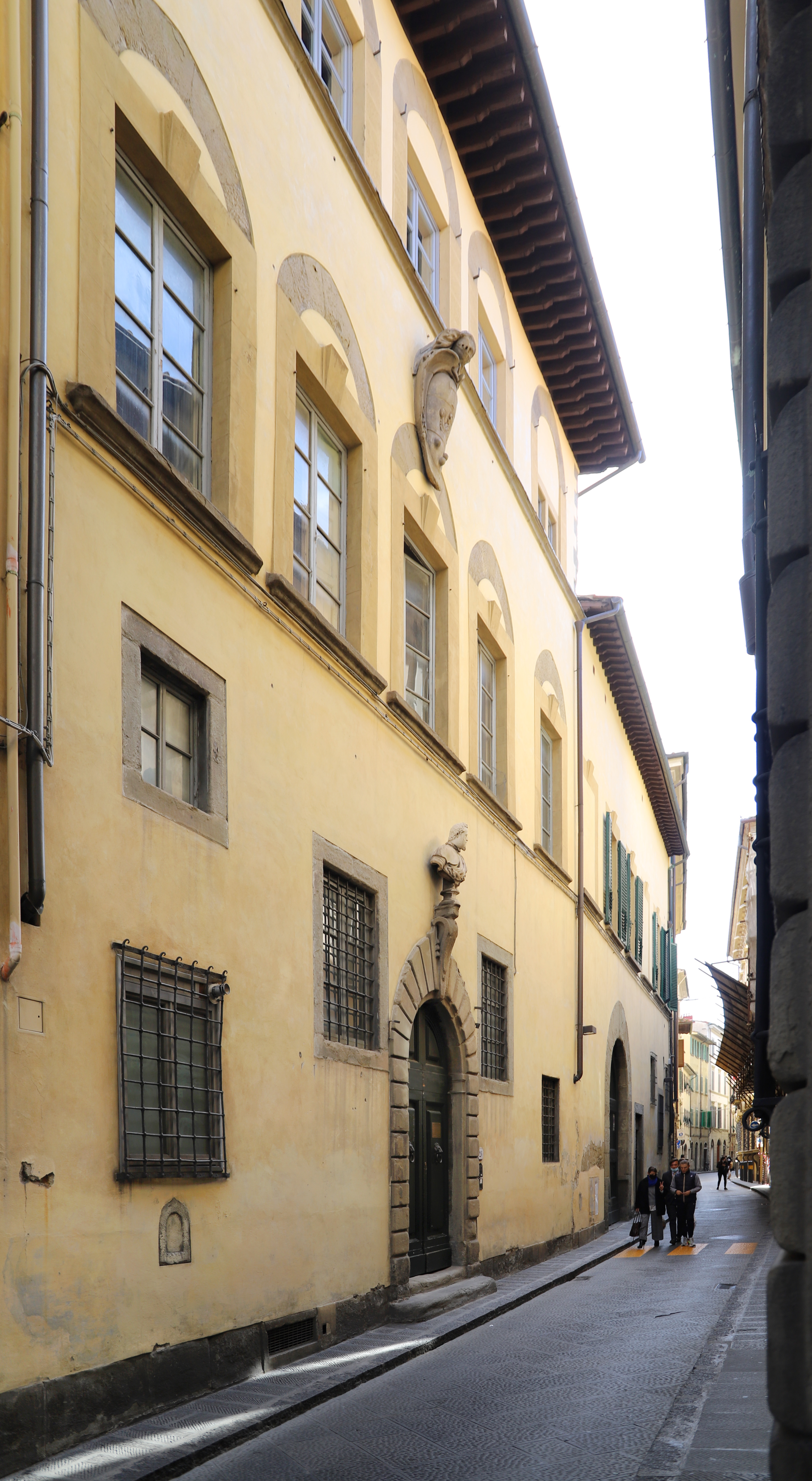
Fachada do Palazzo Quaratesi.

O Palazzo Bellini delle Stelle é um palácio de Florença que se encontra no nº 26 do Borgo Pinti.
O palácio é famoso por ter sido a residência e laboratório do escultor Giambologna, que aqui morreu em 1608.

## História
Foi o Grão-duque Fernando I de Médici quem deu o palácio ao artista: daqui sairam as estátuas equestres de Cosme I e Fernando I para Florença e as outras célebres obras dispersas por toda a Europa. O brasão de Giambologna ainda domina sobre o portal e é dividido em três faixas horizintais: a primeira com a cruz, a segunda com uma garra ("zampa") de leão e a terceira com três "bolas" concedidas pelo grão-duque em reconhecimento dos excepcionais dotes artísticos postos ao serviço da Casa Médici.
Sobre o portal também se encontra um busto de Fernando I, homenagem de Giambologna ao seu protector.
Depois da morte de Giambologna, o palácio passou para o seu continuador, Pietro Tacca, e desta vez sairam dali, obra-prima entre tantas outras, as estátuas dos "Quatro Mouros" (Quattro mori) para Livorno.
O átrio é decorado por uma série de medalhões com florentinos ilustres, como Michelangelo, Dante e Brunelleschi, entre outros, enquanto sobre o portal se destaca um busto em pietra serena.

## Curiosidades
- Esta zona, no século XVI, era habitada por muitos artistas devido à sua vizinhamça com a Academia de Belas Artes de Florença, então situada na Basilica della Santissima Annunziata junto à Capela de São Lucas. Viveram nesta zona Pontormo, Perugino, Andrea del Sarto (na Casa di Andrea del Sarto), Federico Zuccari (na antiga casa de Del Sarto, à qual flanqueou o Palazzo Zuccari) e os irmãos Giuliano e Antonio da Sangallo (no Palazzo Ximenes da Sangallo), entre outros.

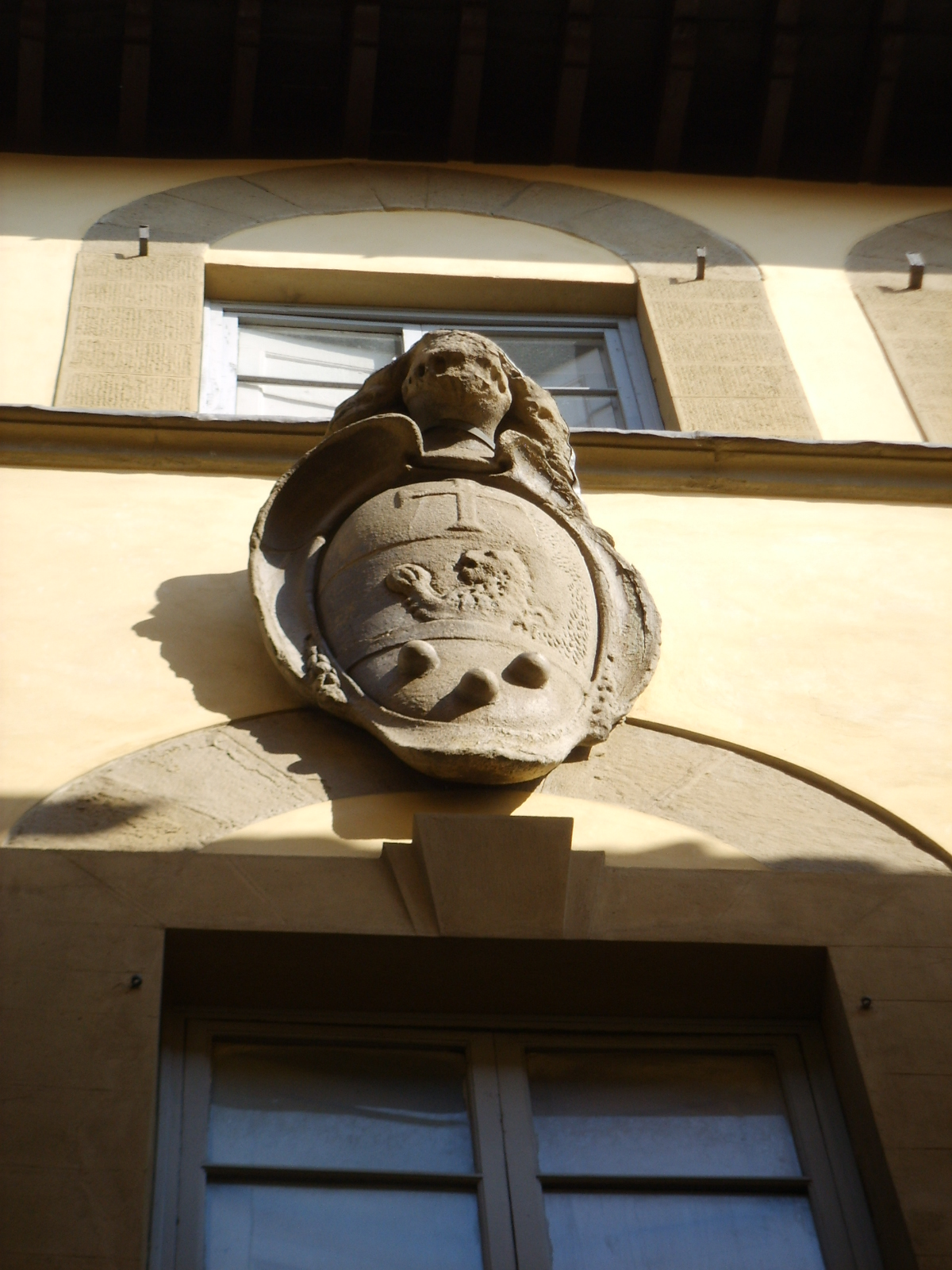
O brasão de Giambologna
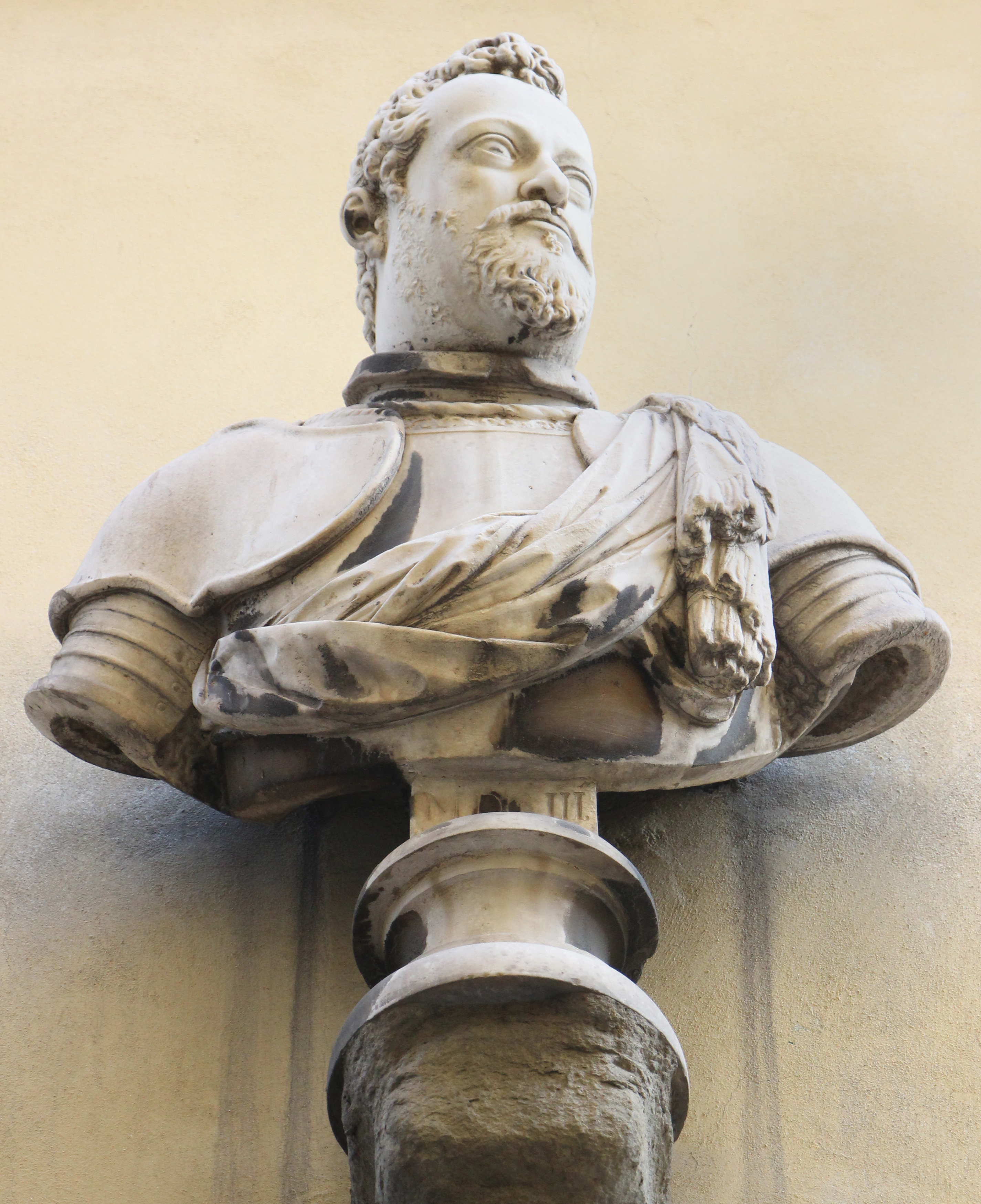
Busto de Fernando I de Médici
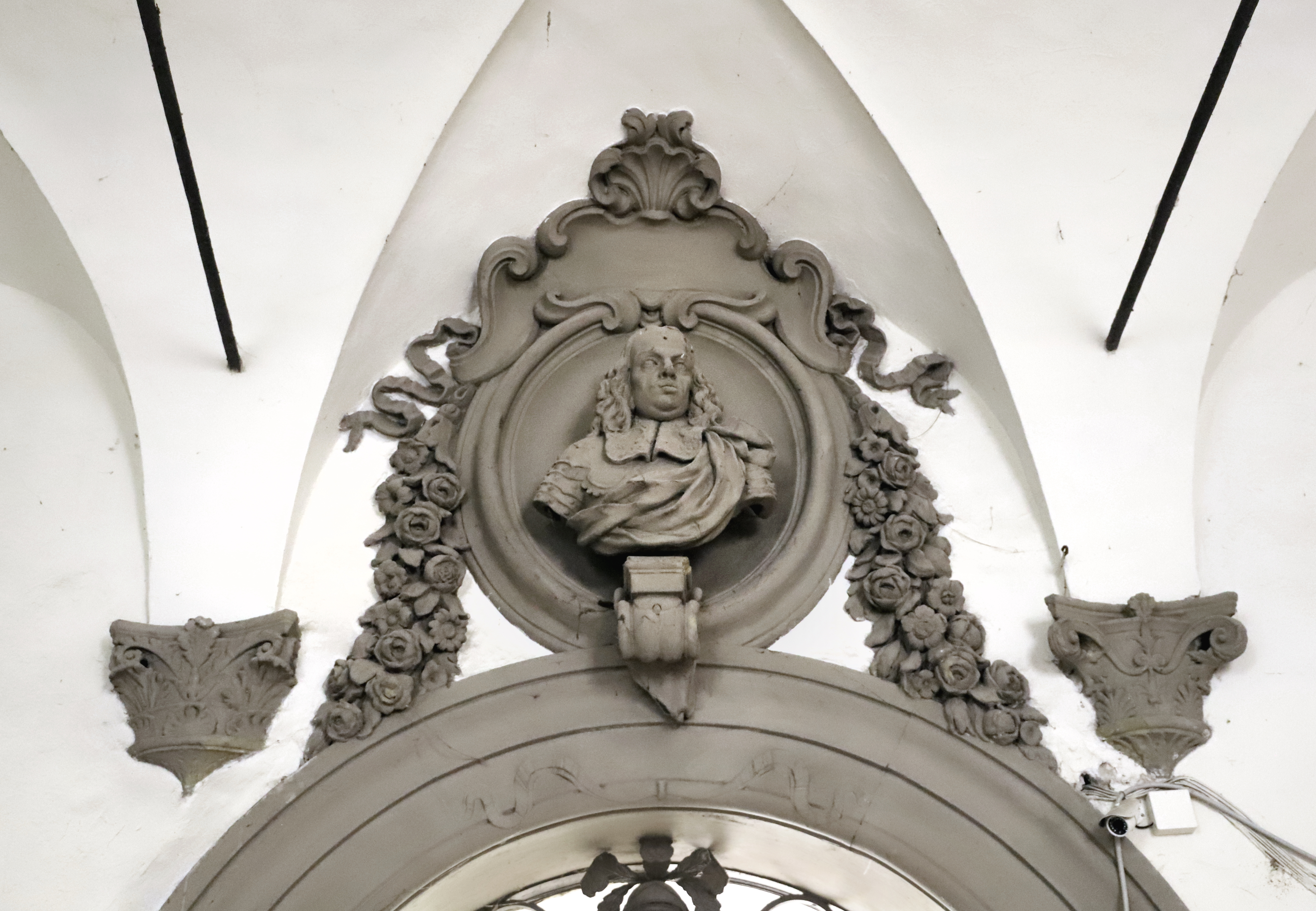
O busto no átrio